# 도쿄

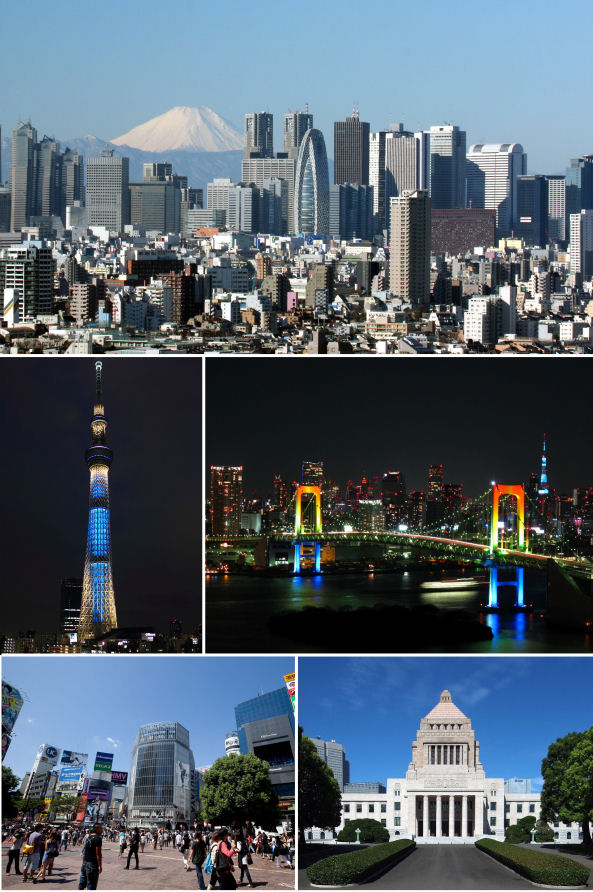
21세기 도쿄의 풍경
니시신주쿠
도쿄 스카이 트리／레인보우 브릿지
시부야／국회의사당

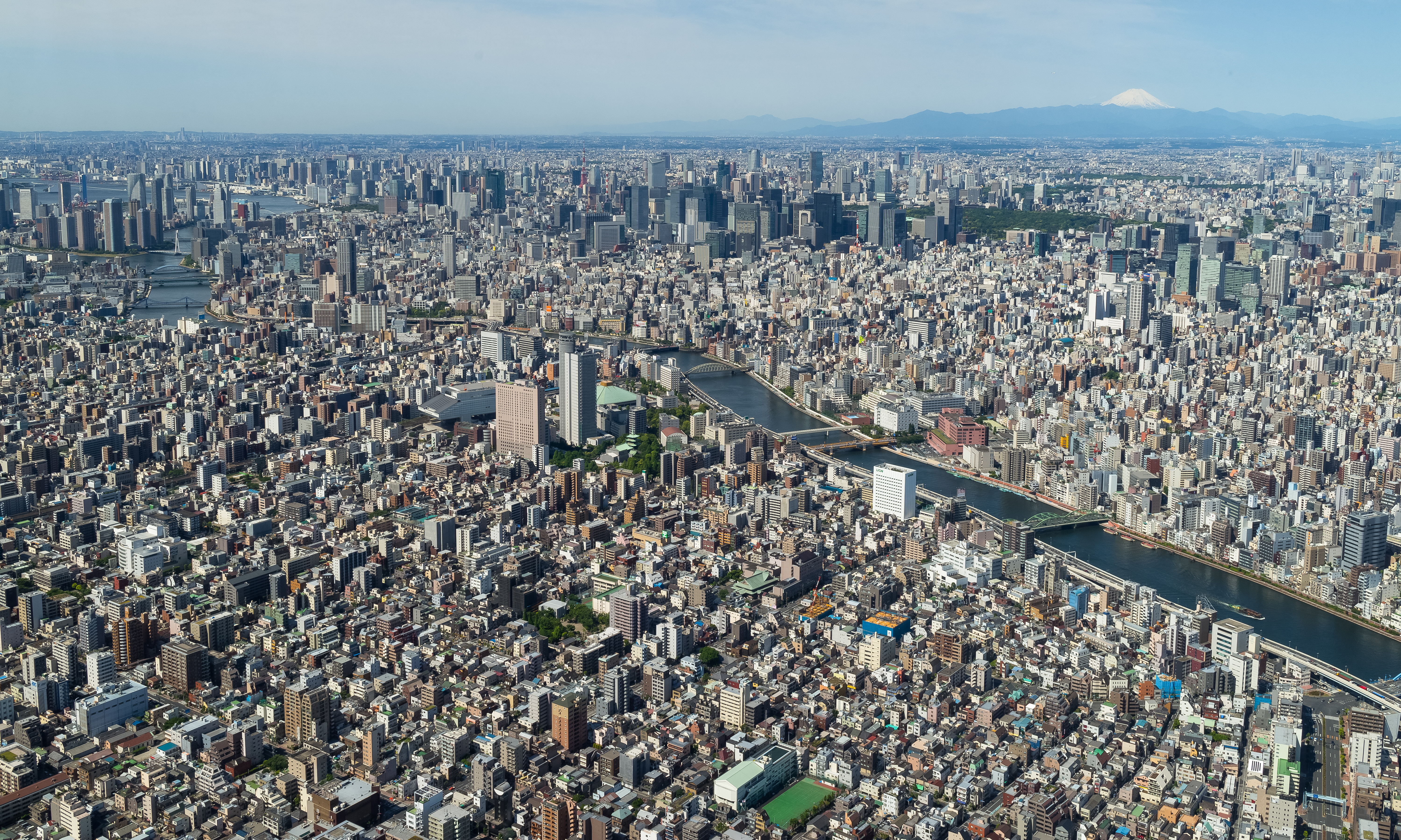
스미다구 상공에서의 사진(2014년 도쿄 스카이트리). 사진 오른쪽에서 왼쪽으로 흐르는 강은 스미다강이다.

도쿄(東京, 문화어: 도꾜) 또는 동경은 일본 혼슈 동부에 있는, 메이지 시대 이후 사실상 일본의 수도이자 최대 도시이다. 행정 구역 상으로는 도쿄도에 속하지만, 도쿄도는 다마 지역이나 이즈 제도, 오가사와라 제도의 넓은 지역을 포함하고 있어서 도시라는 뜻의 "도쿄"와는 그 의미가 조금 다르다.
도쿄에는 일본 각 정부 부처, 천황이 기거하는 고쿄 등이 있다. 도쿄는 세계에서 제조업이 가장 발달한 도시이다. 또한 수많은 다국적 기업들이 도쿄에 본사 또는 지사를 두고 있으며, 세계의 게임산업, 만화와 애니메이션 산업, 영상, 디지털, 첨단산업 등의 중심지이다. 도쿄는 세계 최대의 지하철 교통망을 가지고 있으며, 세계에서 가장 큰 도시 광역권을 구성한다.

## 개요
일본의 도쿄라는 명칭은 1868년 9월(메이지 원년 또는 게이오 4년 7월)에 반포된 칙서인 《에도를 도쿄라 칭하는 조서》(江戸ヲ称シテ東京ト為スノ詔書)에 따라, 에도의 정봉행(町奉行)이 관할하던 지역을 관할하는 도쿄부(東京府)가 설치된 것에서 유래한다. "東京"이라는 한자는 교토에서 볼 때 "동쪽의 도읍지"라는 의미를 뜻한다. 메이지 중기까지는 '東亰'라는 표기 또한 사용되었다. (亰는 京의 속자)
이 지역이 "도쿄"라는 발음으로 굳어진 것은 메이지시대 중기였고, 이전에는 "도케이"(トウケイ, 한자 표기는 東京)라고 불리어왔다. 흔히 도쿄와 요코하마를 묶어 말하는 게이힌 공업 지대(京濱工業地帶), 케이힌 급행 철도, 게이오 철도 등에서 "케이"(京)는 과거 도쿄를 읽던 다른 이름인 "도케이"에서 유래한 것이다.
메이지 유신에 의한 신(新) 정부 수뇌진은 에도로 천도하는 것을 검토하였으나, 당시 교토의 귀족들과 관인들의 반발이 컸던 이유로 일단 "에도 또한 도읍지이다"라고 선언했다고 전해진다. 그리고 "에도 또한 (일본의) 도읍지가 된 이상 천황은 에도(도쿄)에서도 행정을 수행할 필요가 있다"라는 빌미로 천황의 이동이 계획되었다. 메이지 천황은 1868년 11월(메이지 원년 10월)에 도케이 성(구 에도 성)에 들어갔고 그 후 한번은 교토에 돌아온다. 1869년 5월(메이지 2년 3월)에 다시 도쿄(이 당시 도케이 성이 "황성"이 되었음)로 이동하였으며, 관(太政官) 또한 이동하게 되었다.
그 후 일본 천황과 정부가 교토로 돌아오는 일은 더 이상 없게 되면서, 사실 상의 '도쿄 천도'가 이루어진 것으로 전해진다. 현재까지 '도쿄 천도' 자체는 일본 법령에 의해 명시되어 있지 않으며 일본에서는 도쿄를 수도로 직접 정한 법령 또한 존재하지 않으나 간토 대지진 직후인 1923년 9월 12일에 발표된 다이쇼 천황의 칙어 중에 "도쿄는 제국(일본 제국)의 수도로 하고"(東京ハ帝国ノ首都ニシテ)라는 문헌이 남아 있다. 그러나 교토 어소는 지금까지 폐지되지 않은 채로 남아 있으며 경내의 시신덴(紫宸殿)에는 천황이 있는 곳임을 나타내는 어좌가 안치되어 있다. 이에 따라 천도를 부정하는 의견 또한 있다.
제2차 세계 대전 이후에는 일본국 헌법에 의거하여 주권을 천황이 아닌 국민에게 있다는 선언을 하였기 때문에 국권의 최고 기관인 국회의 소재지인 도쿄를 수도로 보는 것이 타당하다는 의견 또한 있다. 한편 일본에서는 최근 들어 수도 기능을 도쿄에서 도치기 및 후쿠시마 지역(나스(那須)), 기후 및 아이치지역(도노(東濃)), 미에 기오(畿央) 지역 등지로 이전하려는 계획(일본의 수도 기능 이전)이 부상하면서 논의를 불러 일으켰다.
일본 전국의 교통 수단을 볼 때 특히 도쿄에 철도 및 고속도로가 집중적으로 건설되었고 도쿄 지역의 뉴스가 전국 뉴스가 되는 등 도쿄 및 (간토 지역)이 특별취급을 받는 예가 많다. 또한 지진 등의 피해로 인해 도쿄의 도시 기능이 마비되는 경우 일본 전역에 걸쳐 중대한 영향을 미칠 것으로 예상되고 있다.

## 어원
도쿄(東京)는 동쪽(東)에 있는 도시(京)라는 뜻이다. 처음에는 에도(江戶)라고 불렸는데, 에도 시대 후기의 경제학자인 사토 노부히로가 1823년(분세이 6년)에 저술한 《혼동비책》에서 처음 나타난다. 사토는 일본이 세계로 나아가기 위해서는 방비를 더욱 공고히 할 필요가 있으므로 이를 위해 수도를 에도로 옮기고, 에도를 '도쿄(東京)'라 부르며, 오사카를 '서경(西京)'이라 부르고, 도쿄(東京)·서경(京都)·교토의 3경 체제를 두어 세 장소를 국가 방위의 중심으로 삼아야 한다 주장했다.

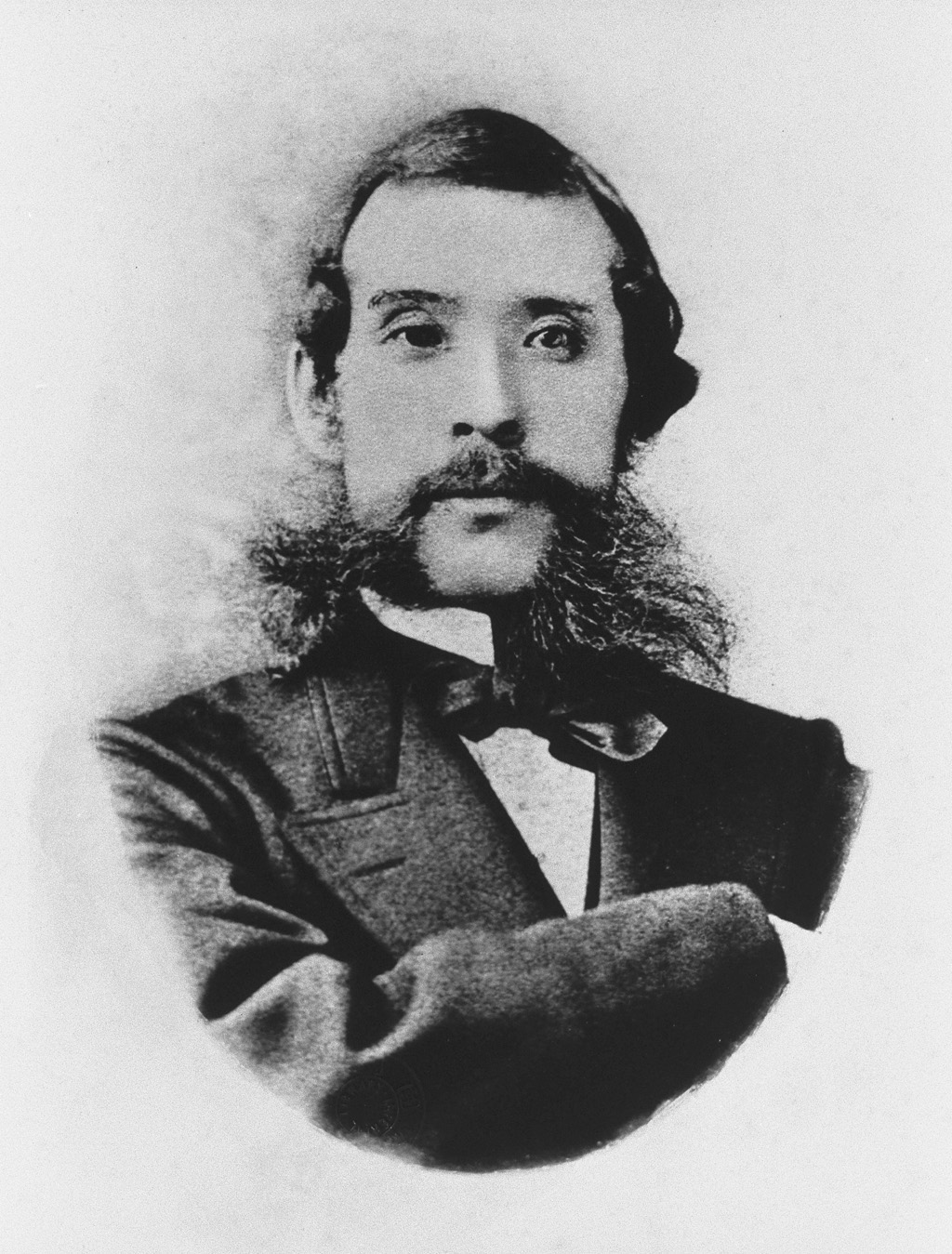
에도를 도쿄로 바꿀 것을 강력히 제안한 오쿠보 도시미치의 사진

도시의 이름을 바꾸게 된 직접적인 계기는 오쿠보 도시미치의 건의이다. 오쿠보는 사토의 책에 영향을 받아 에도를 도쿄로 개칭할 것을 건의하였다. 이후 1868년 9월 3일(게이오 4년)에 나온 《에도를 도쿄라 칭하는 조서》에서 에도의 정봉행 지배 구역을 관할하는 도쿄부의 설치가 결정되었고, 이후 '도쿄'라는 명칭이 공식적으로 사용되기 시작했다.
이로써 동경(東京)이라는 표기가 결정되었지만, 그 독법에 대해서는 특별히 정해지지 않았다. 오음인 '토우키야우'가 공식적으로 사용되었지만 메이지 20년대 전반 무렵은 한음으로 읽는 관습도 남아 있었기 때문에 '토우케이'라 읽는 경우도 많았다. 그러다가 일간신문의 발달로 정보 공유가 활발히 이루어지며 제1기 국정 국어 교과서에서 동경(東京)의 후리가나가 '도쿄'로 표기되며 도쿄 독법이 자리잡았다.
필기체는 서울 경(京) 자를 쇼와 초기까지 이체자인 '亰'으로 적는 경우도 많았다. 이는 중국이나 한국 등 기타 한자문화권에 설치되었던 동경과 구별하기 위함이었는데, 나중에 본래 글자로 적는 표기가 일반화되었다.

## 정의

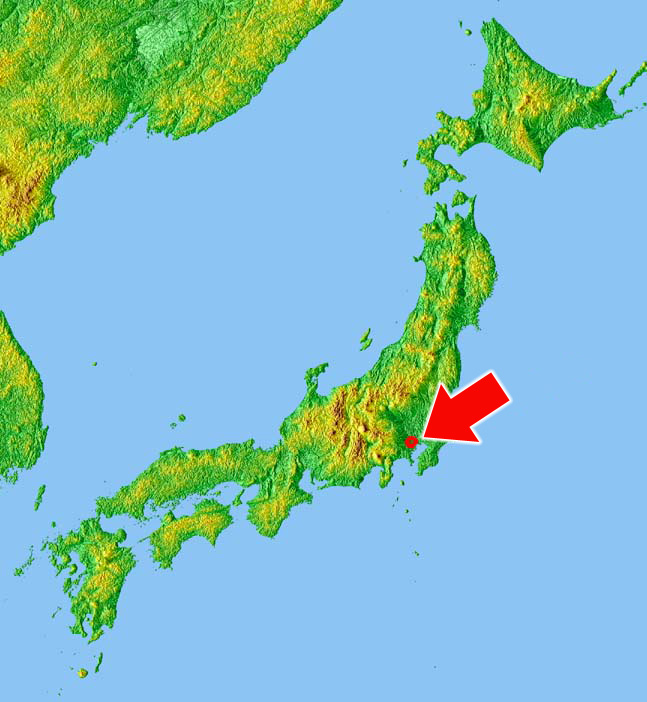
도쿄의 위치

도쿄라고 했을 때는 대개 다음 지역을 말한다.
- 도쿄 도심(약 33만 명) - 지요다구, 주오구, 미나토구
- 됴쿄 23구(약 852만 명) - 옛 도쿄시의 35개 구 지역
- 도쿄 15구 - 옛 군 지역인 나카노구, 시부야구 등을 제외한 지역. 1878년 도쿄시 설립 당시의 지역

도쿄 지방이라고 했을 때는 다음 지역을 말한다.
- 도쿄도(약 1268만 명)
- 도쿄 대도시권(약 3530만 명) - 도쿄 23구의 10% 통근권[8]
- 간토 대도시권(약 3461만 명) - 도쿄 23구 지역 및 근교의 정령시 중심 1.5% 통근통학권
- 도쿄 권 (약 3439만 명) - 도쿄 도심에서 반경 70km 이내
- 미나미칸토 (약 3447만 명)
- 수도권 (약 4237만 명) - 도쿄도와 인접 7현
- 도쿄 지방 - 기상청에서 일기 예보 시에 사용하는 도쿄도에서 도서 지역을 제외한 지역.

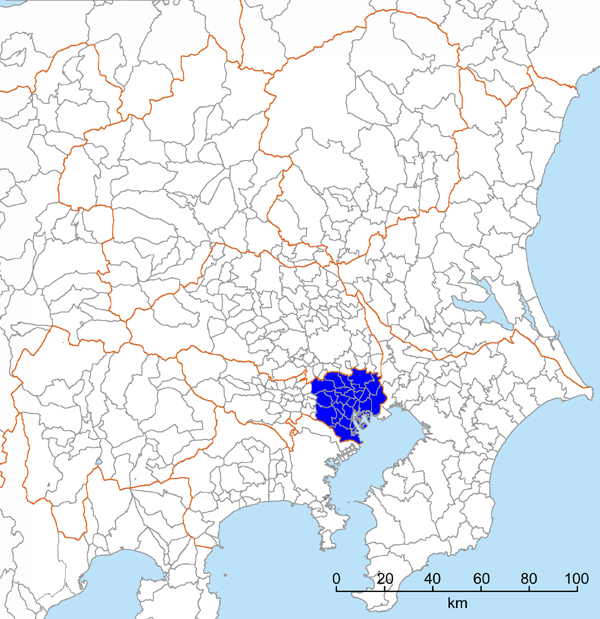
도쿄 23구
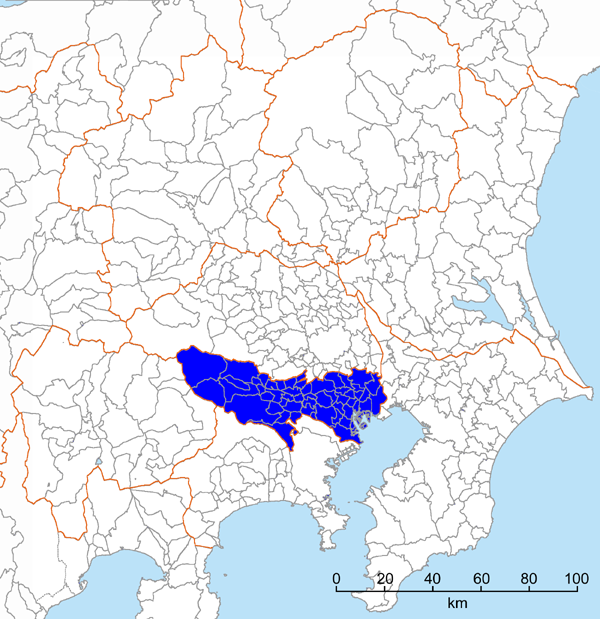
도쿄도의 본토 부분
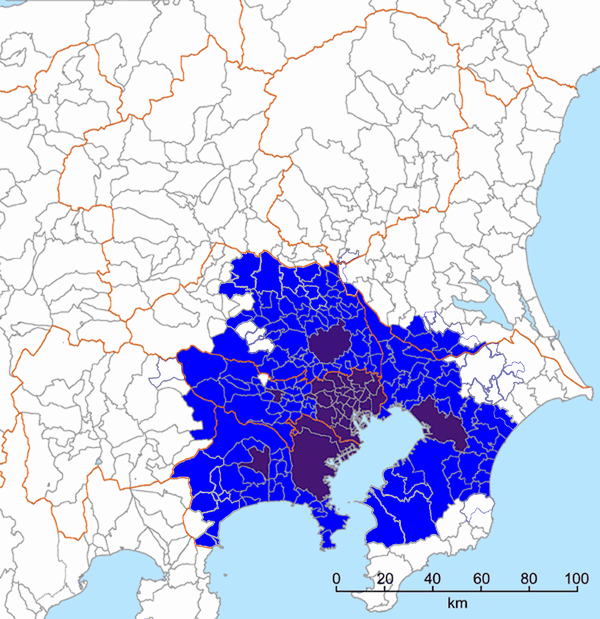
도쿄 대학을 기준으로 한 통근통학권역
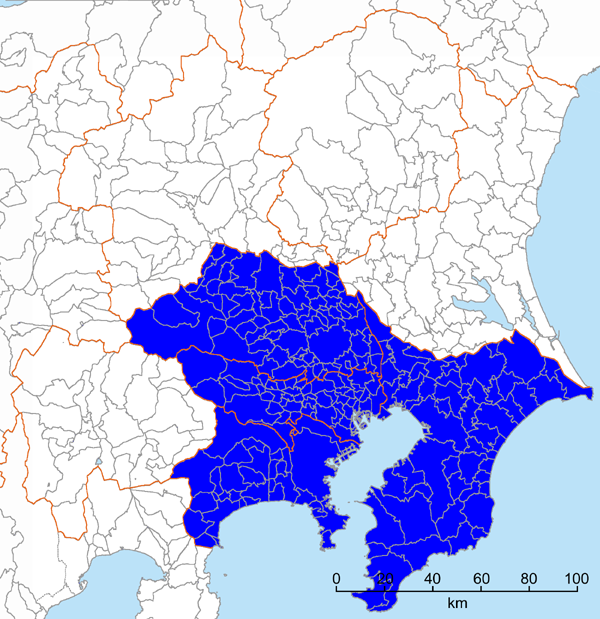
미나미칸토
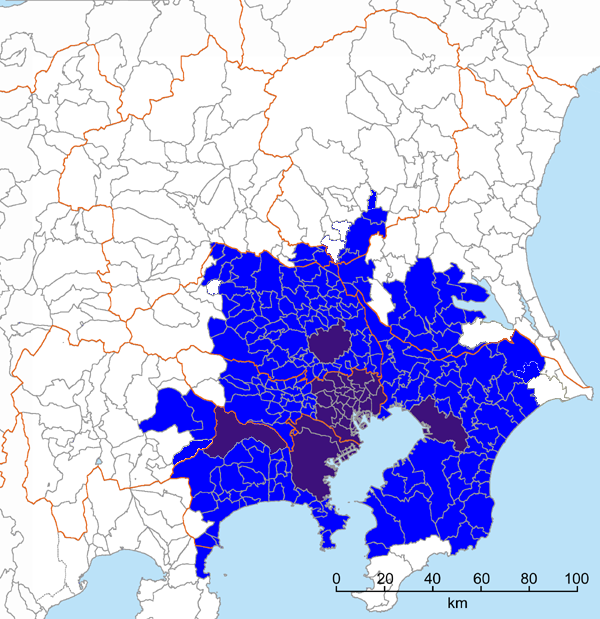
간토 대도시권
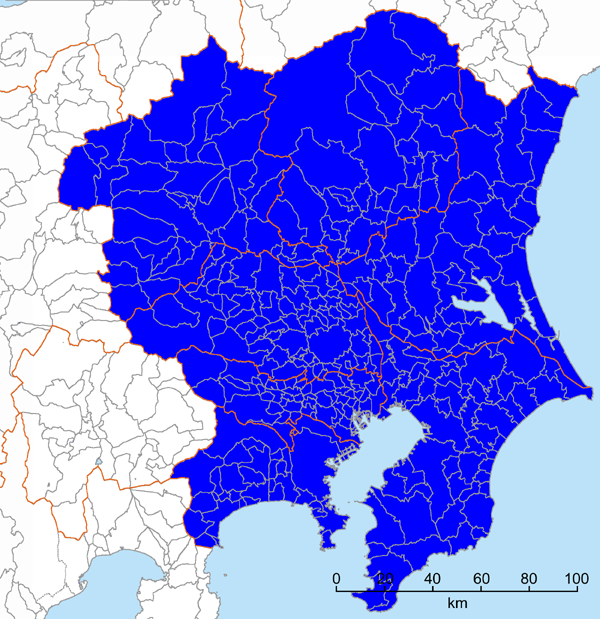
간토 지방
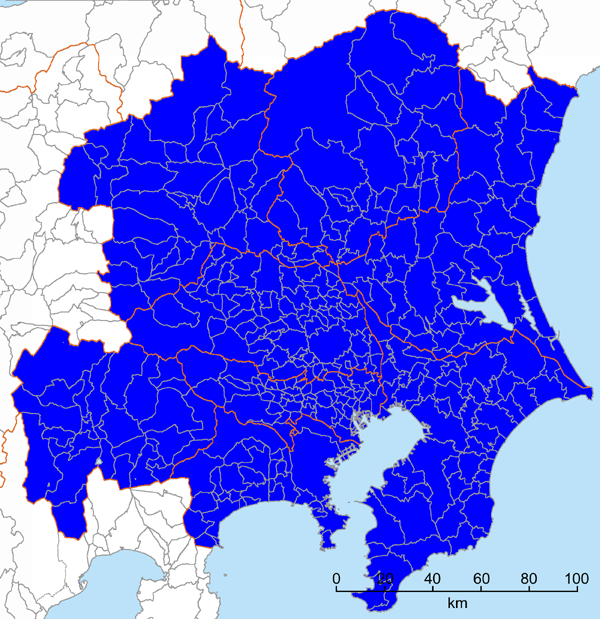
수도권정리법에 의한 수도권

## 인구
현재 도쿄 23구의 인구는 925만 명이다. 도쿄 도 전체는 1400만 명(2020년 5월 기준), 도쿄 권으로 보면 4300만 명 이상이다.

## 교통 면에서 본 도쿄
- 철도로는 도쿄역을 도쿄로 보는 경우가 많다. 장거리 열차에 적용되는 '도쿄도 구내' 및 '도쿄 야마노테 선내'를 발착하는 승차권은, 도쿄역 까지의 거리를 기준으로 운임이 계산되어 있다.
- 항공으로는 하네다 공항을 가리킨다. 단, 지바현 나리타시에 있는 나리타 국제공항 또한 '도쿄(나리타)' 로 취급하며, 국내선 운임 취급은 하네다 공항과 동일하다.
- 도로 상으로는, 도메이 고속도로에 '도쿄 나들목'이 세타가야구에 존재한다. 단, 도메이 고속도로는 도심과 연결되는 수도고속도로와 직접 연결이 되어 있어, 도쿄 나들목 자체는 '도쿄에 진입했다'는 정도의 의미로 받아들여지는 경우가 많다. 일본 도로상의 안내 표지에 나오는 '도쿄'까지의 거리는, 주오구 니혼바시가 기준이 되고 있다.
- 선박으로는 도쿄항을 가리킨다.

## 도쿄의 주요 거리
| - 가스미가세키 - 간다 - 긴자 - 나가타초 - 니혼바시 - 다이칸야마 - 다카다노바바 | - 롯폰기 - 마루노우치 - 메구로 - 시나가와 - 시로가네 - 시부야 - 시오도메 | - 신주쿠 - 신바시 - 쓰키치 - 아오야마 - 아사쿠사 - 아자부 - 아카사카 | - 아키하바라 - 야에스 - 에비스 - 오다이바 - 오모테산도 - 오차노미즈 - 오테마치 | - 우에노 - 유라쿠초 - 요쓰야 - 이케부쿠로 - 하라주쿠 |

## 갤러리 사진

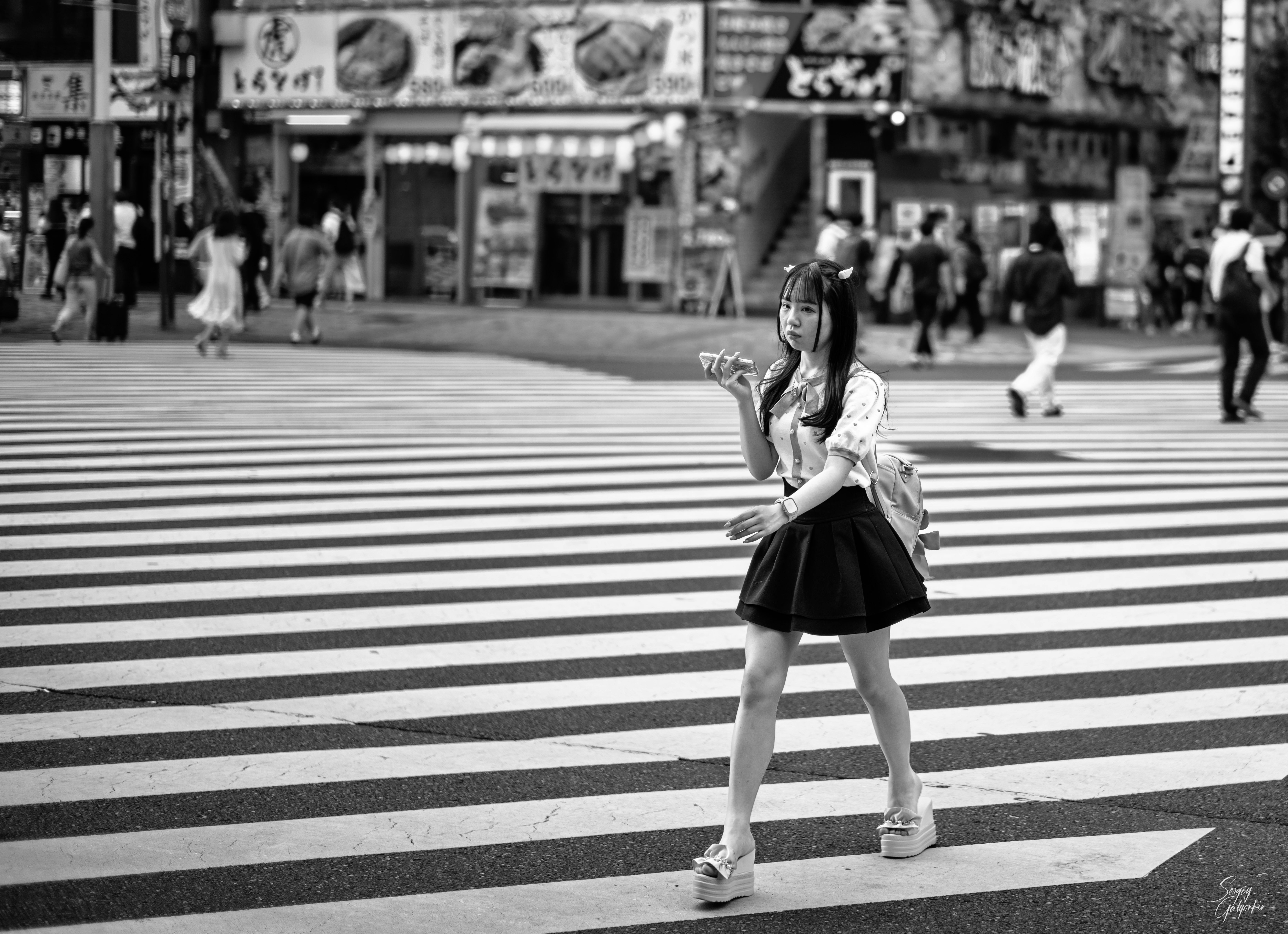
오다큐 백화점 근교의 거리
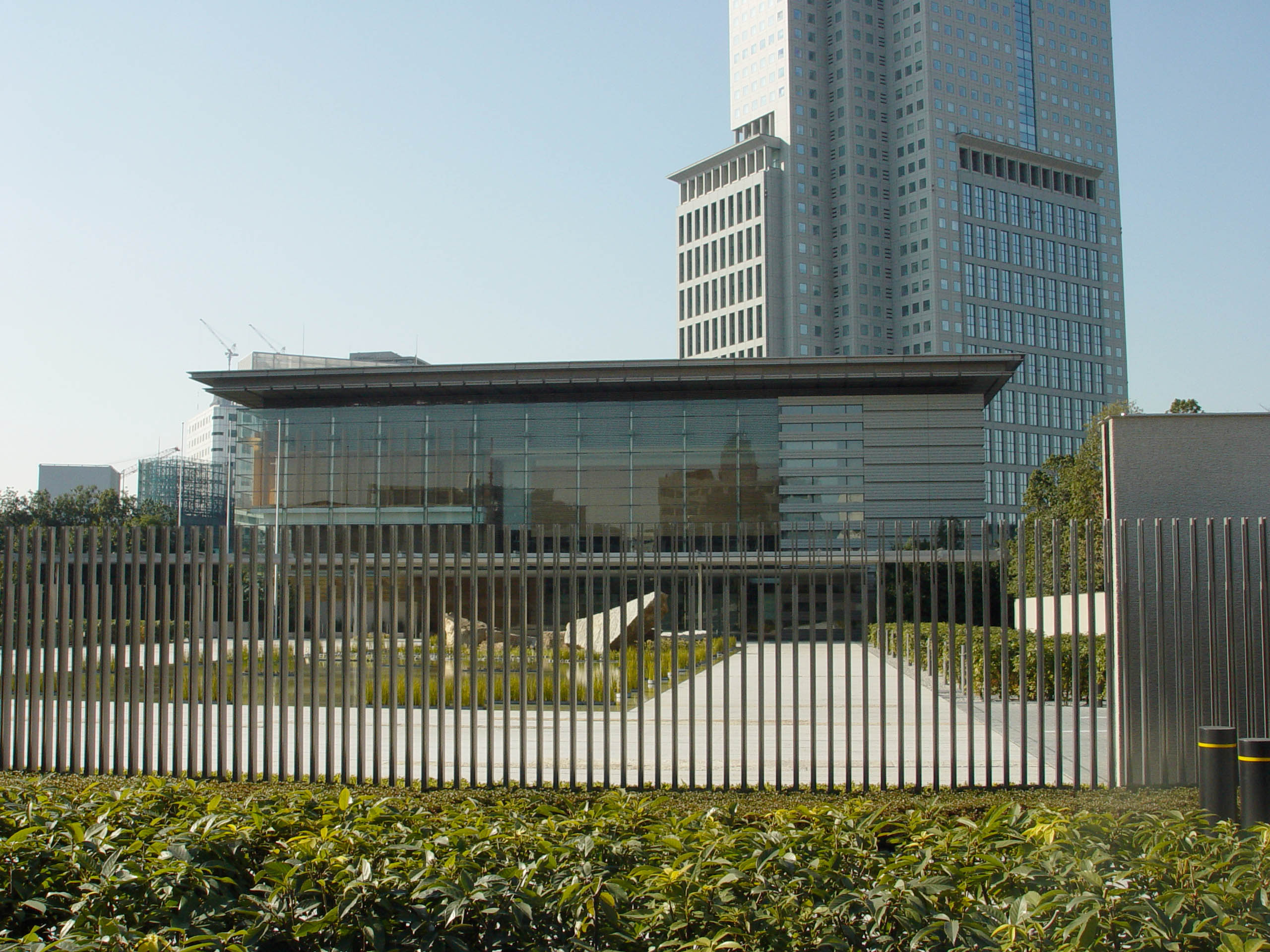
일본 수상 관저
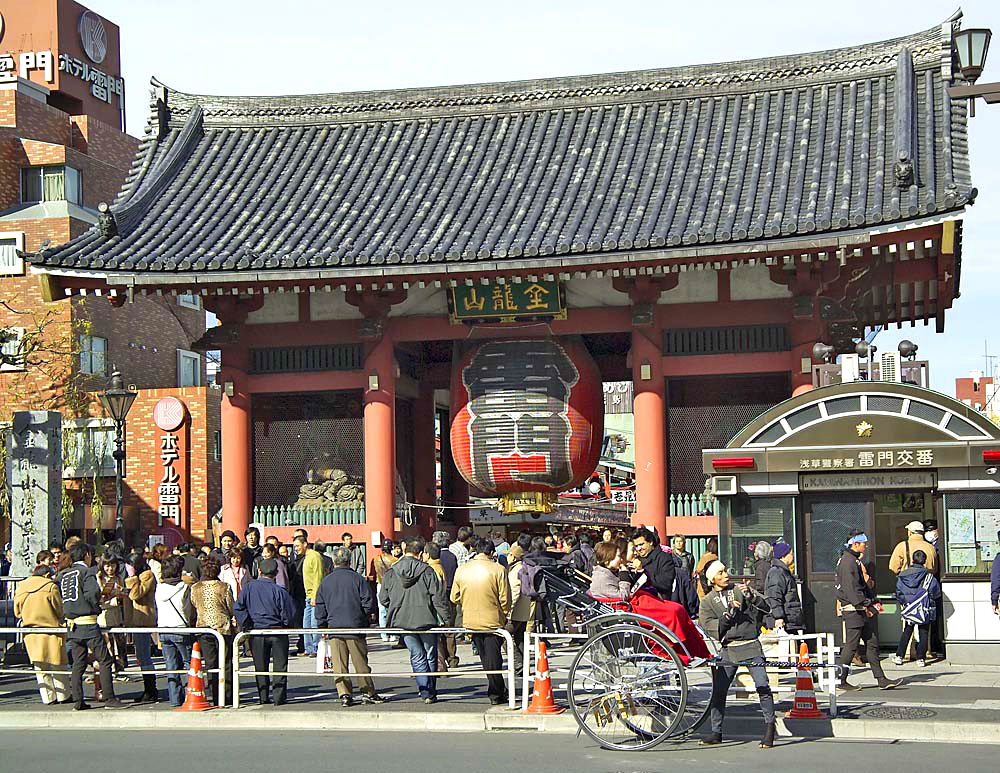
가미나리몬
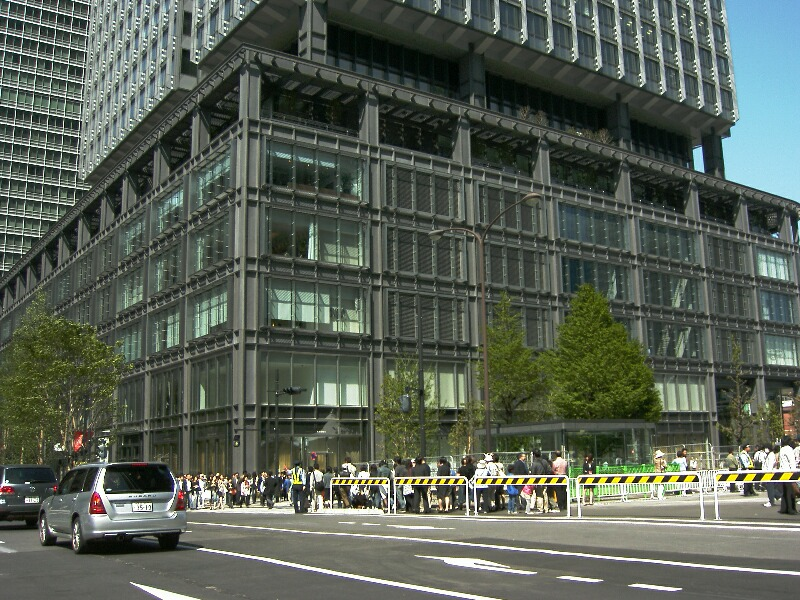
신마루노우치 빌딩
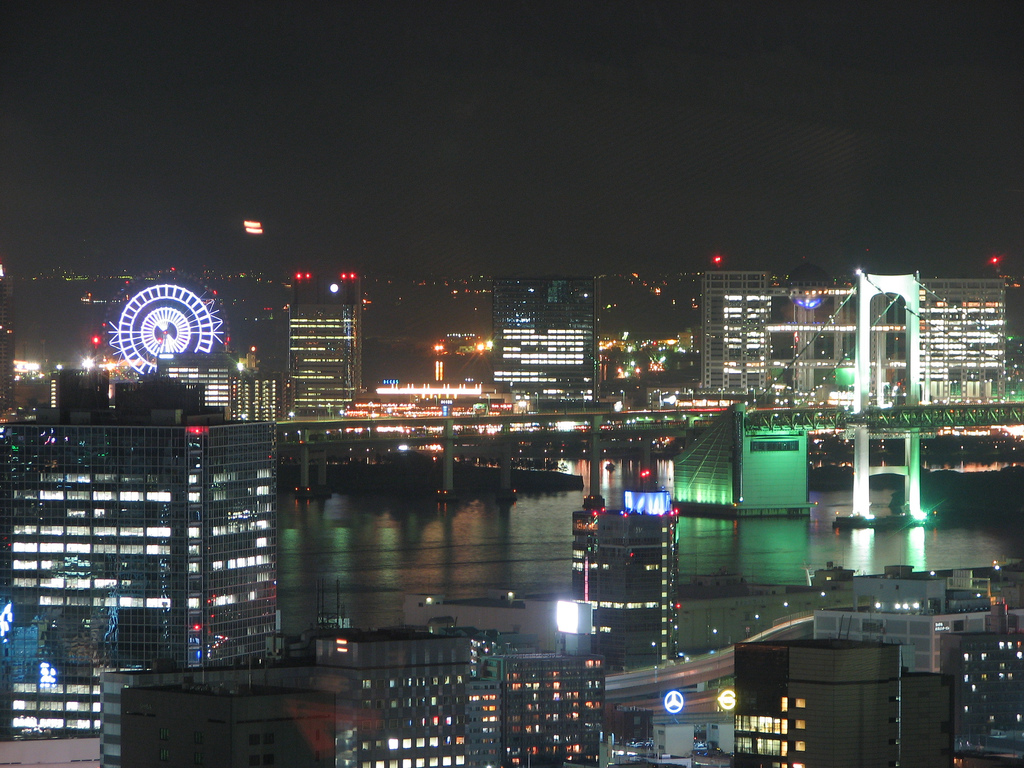
오다이바
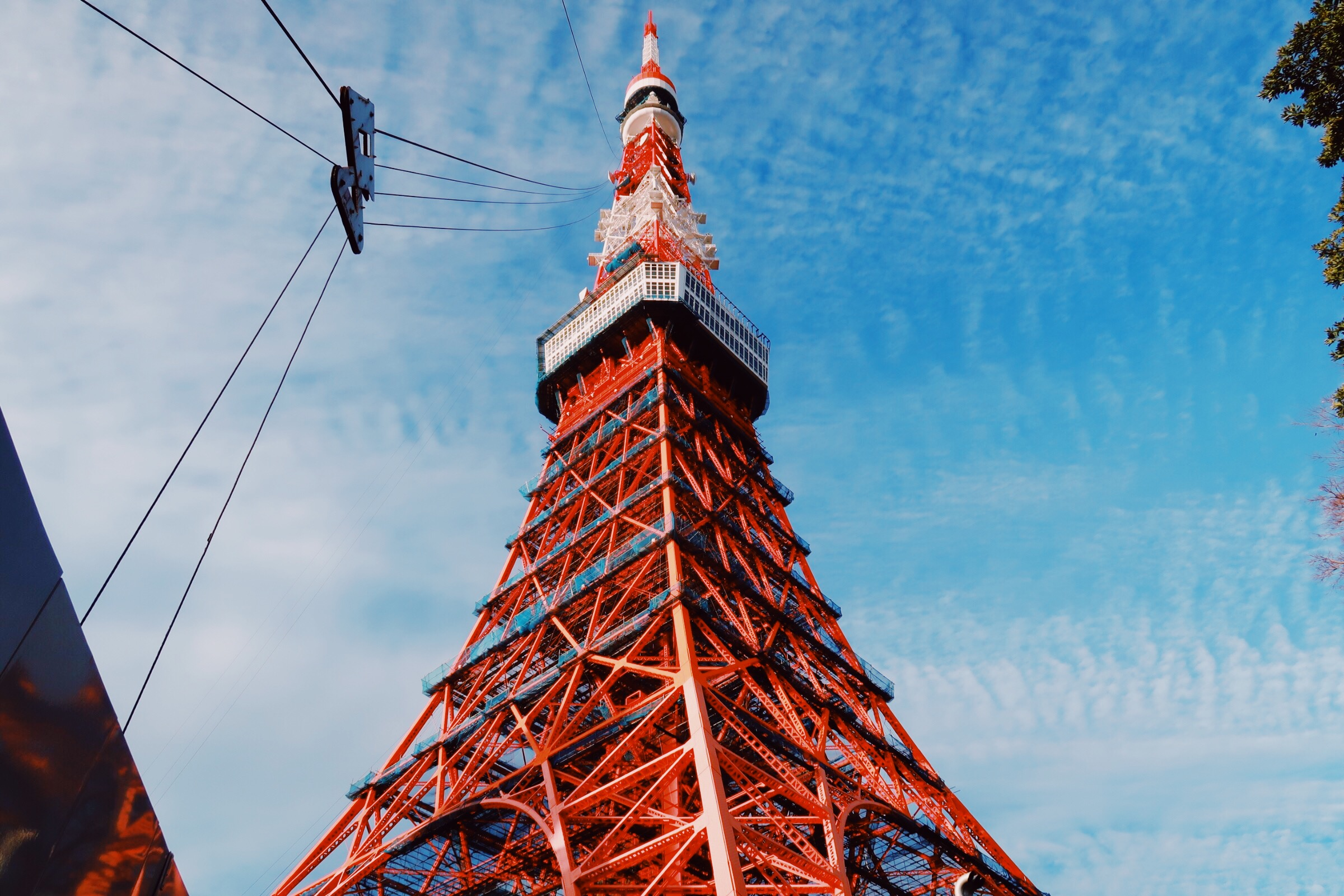
도쿄 타워
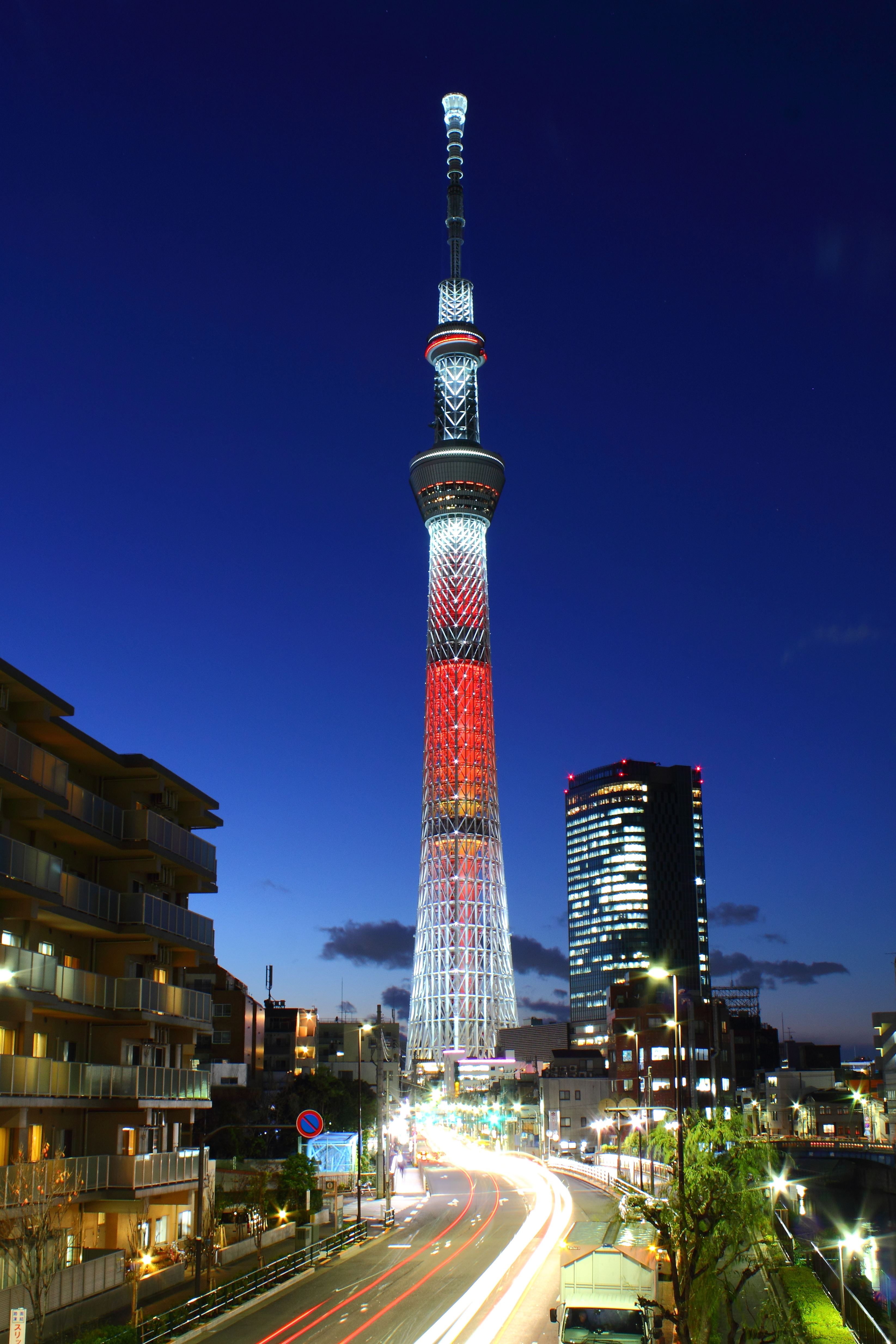
도쿄 스카이 트리
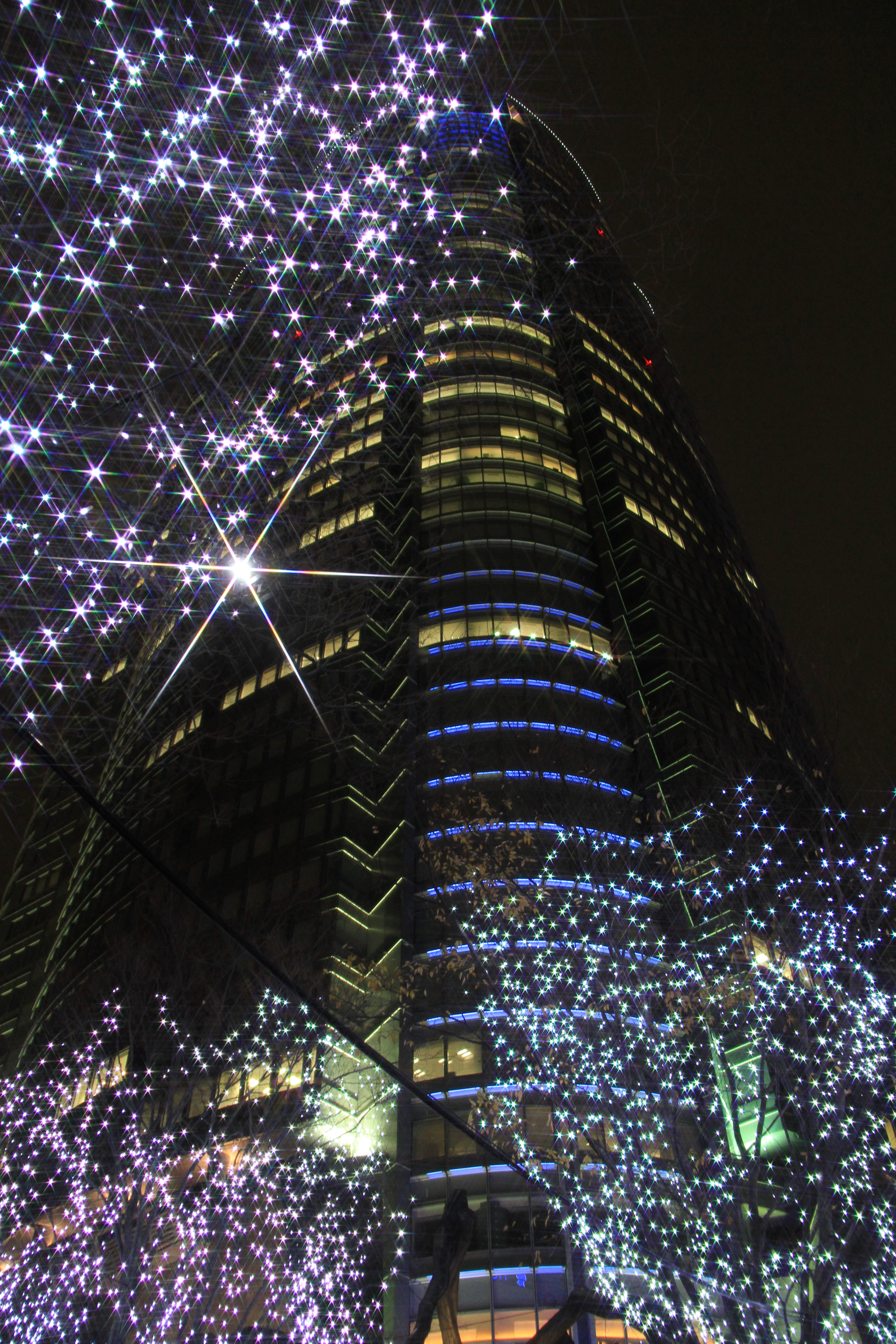
롯폰기 힐스
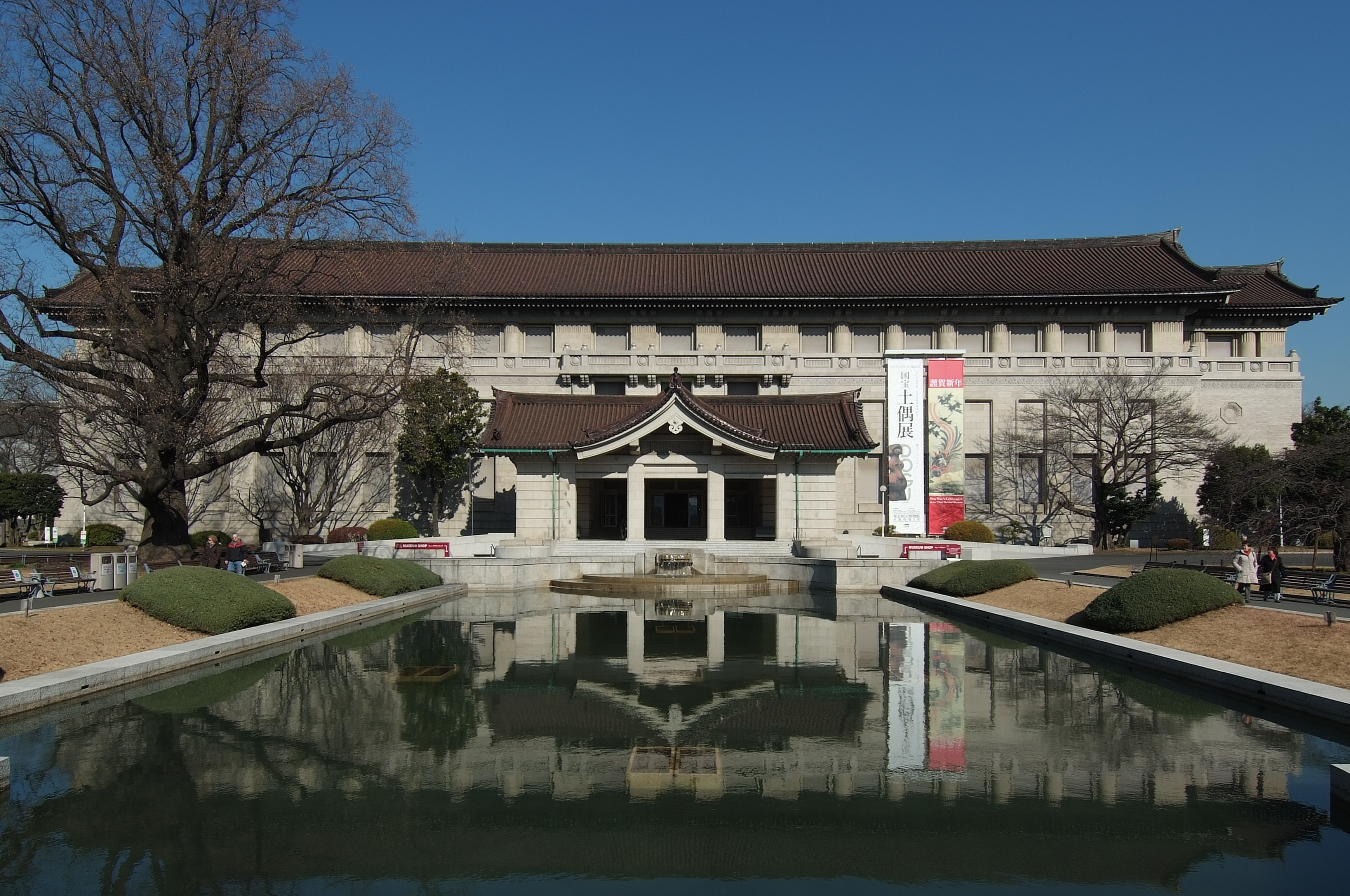
도쿄 국립박물관
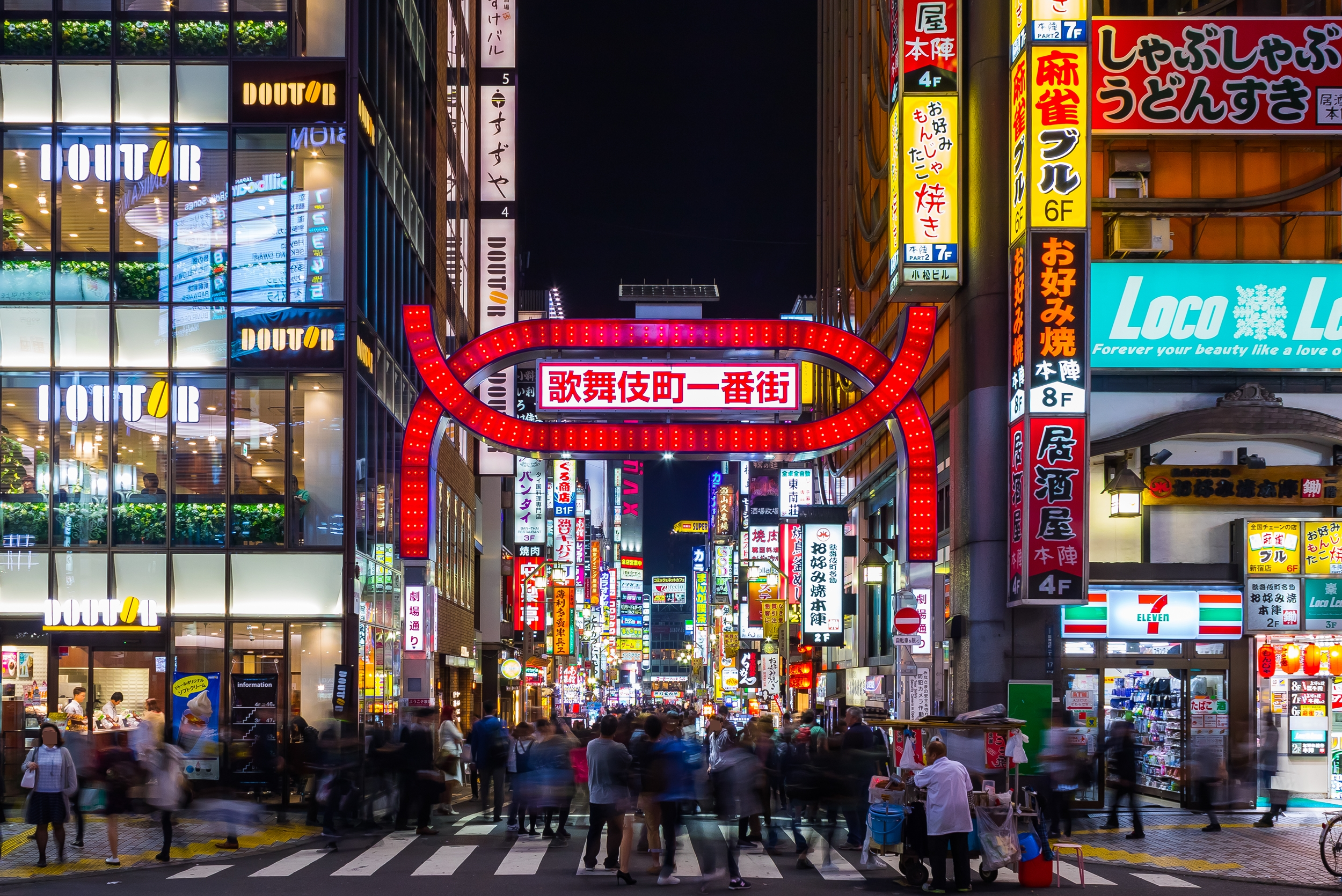
가부키초
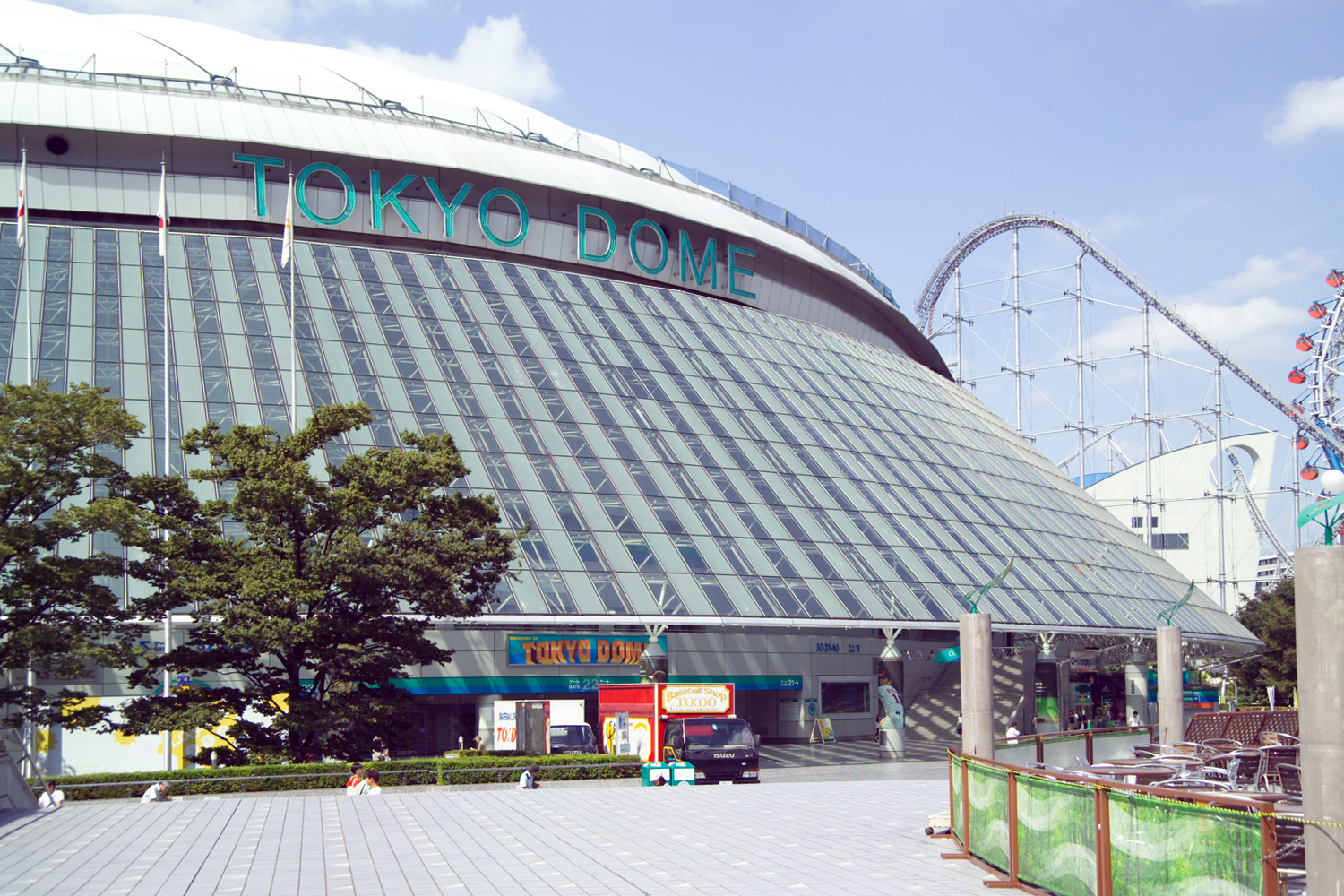
도쿄 돔
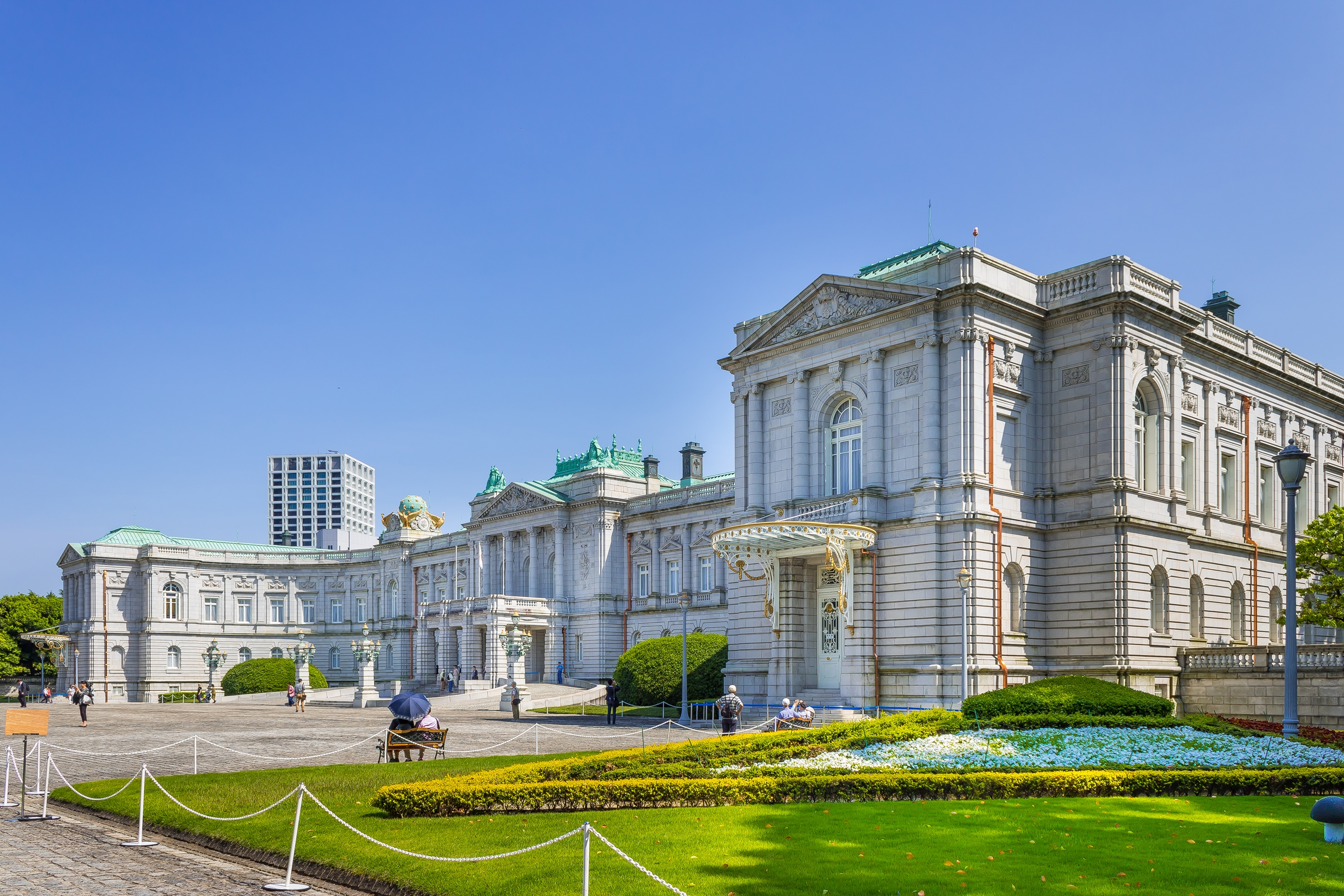
영빈관
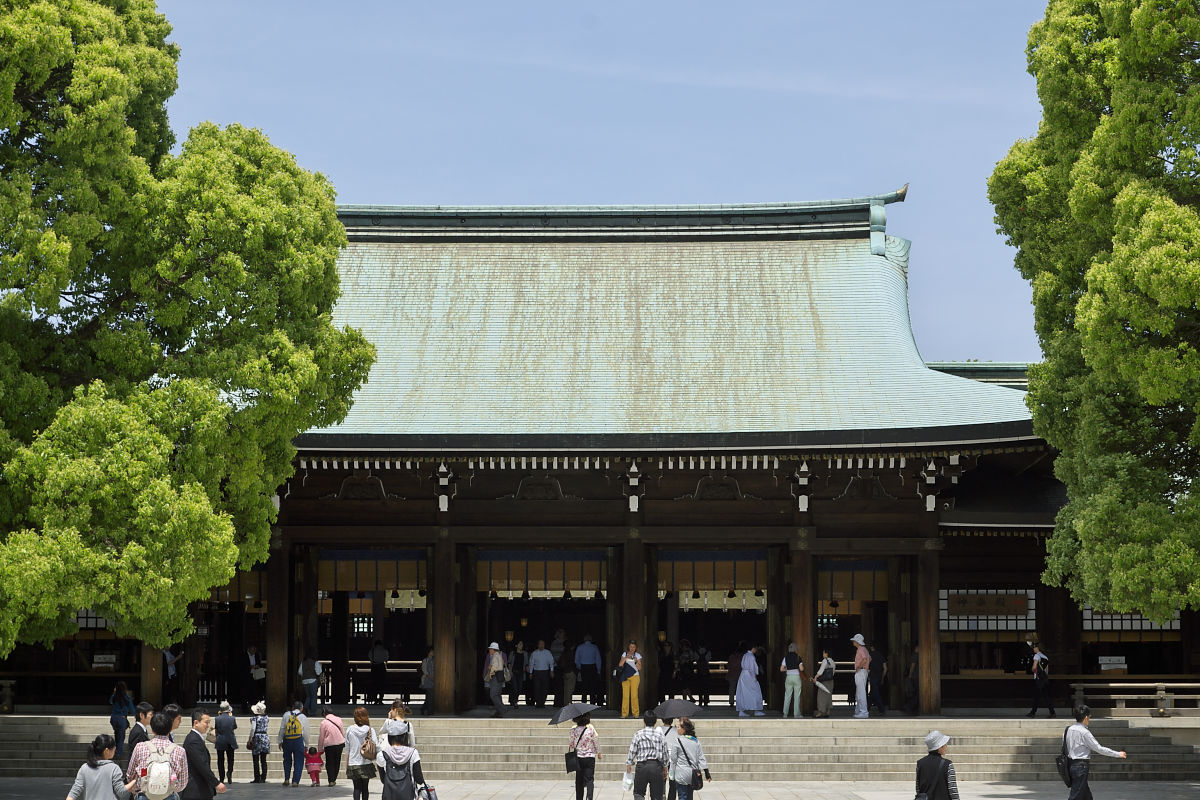
메이지신궁
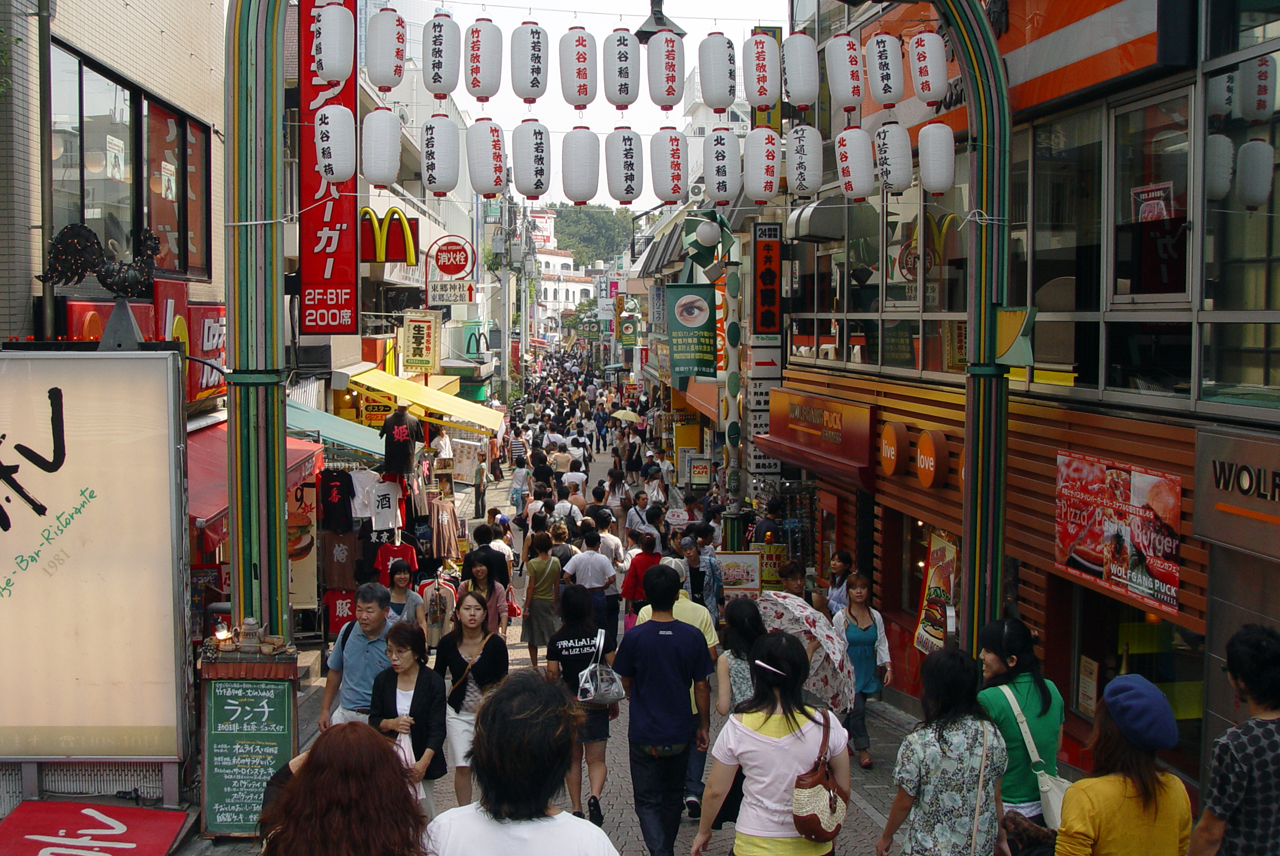
다케시타거리
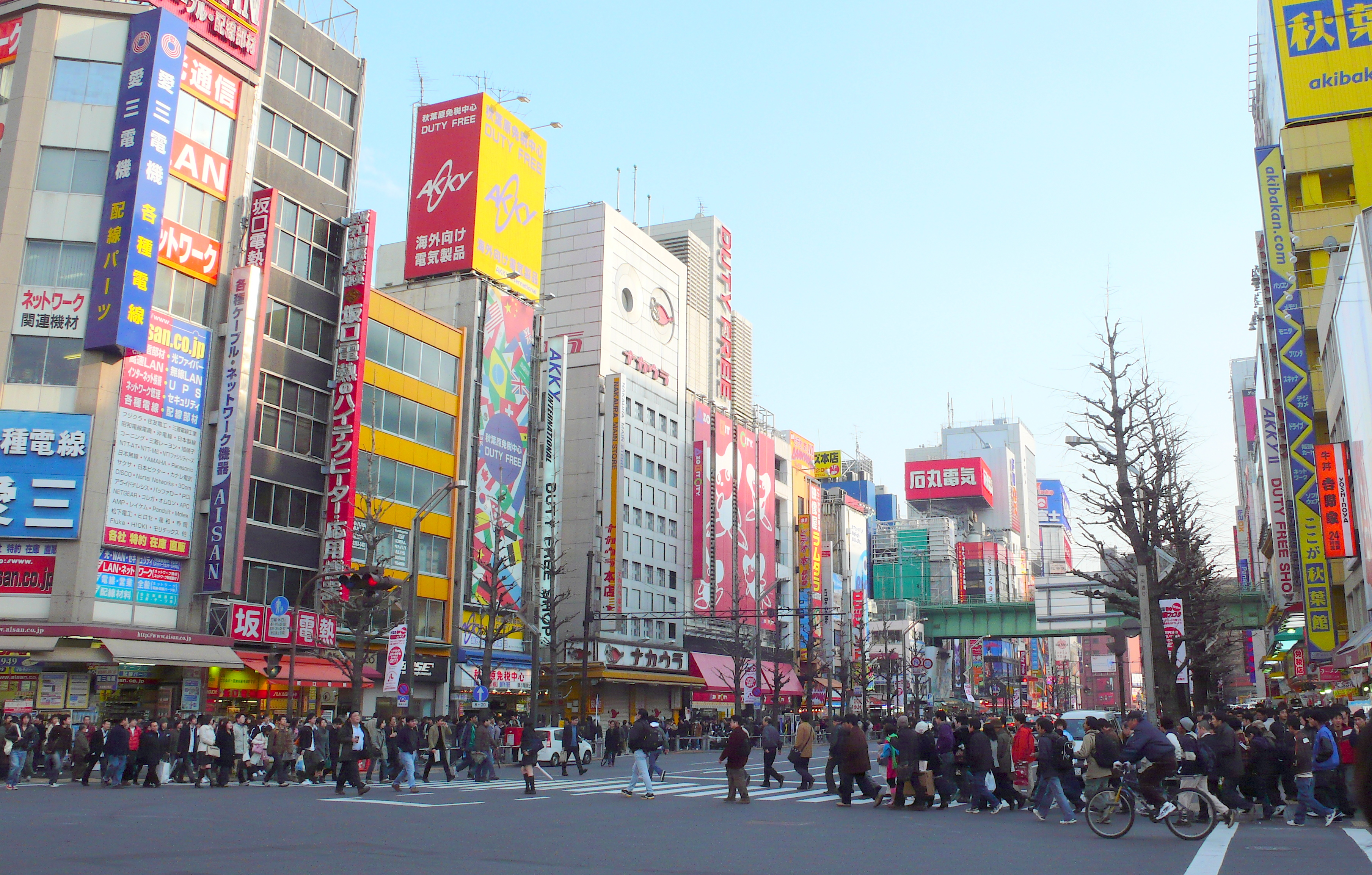
아키하바라
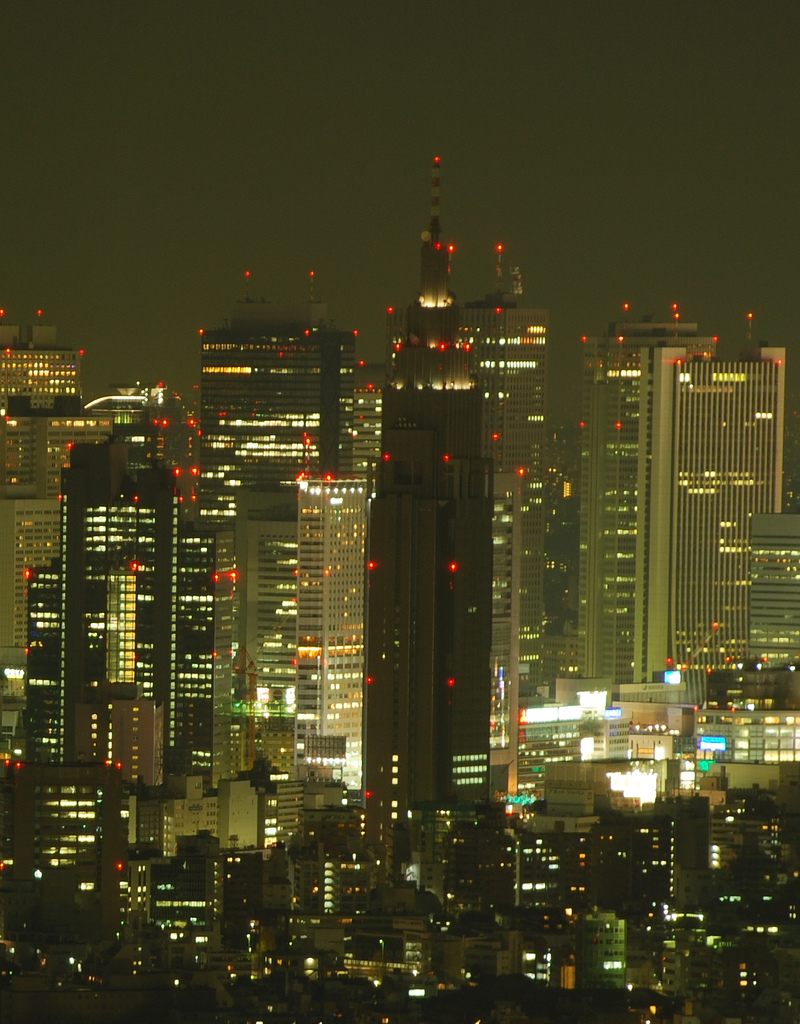
신주쿠의 야경
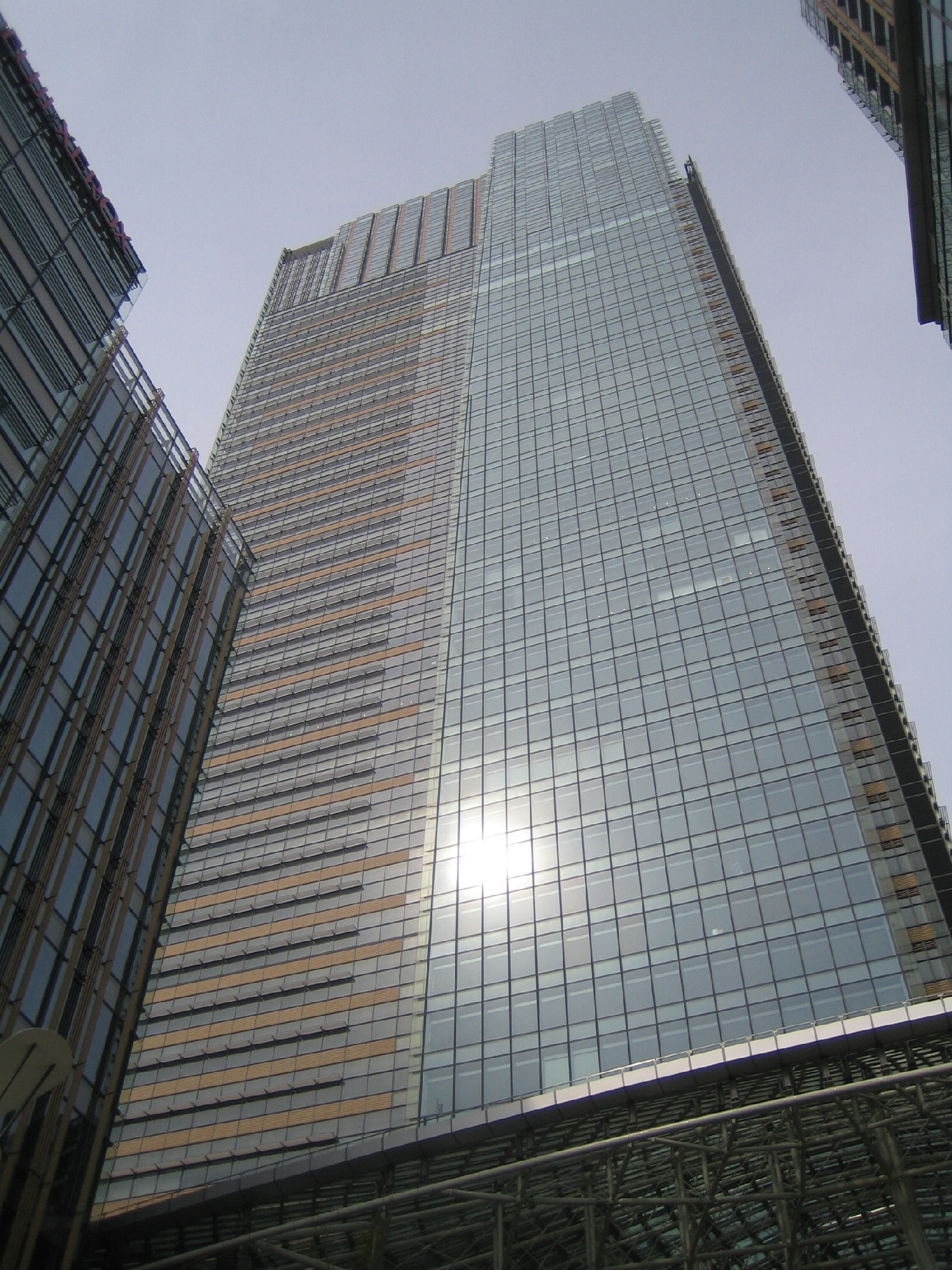
미드타운 타워
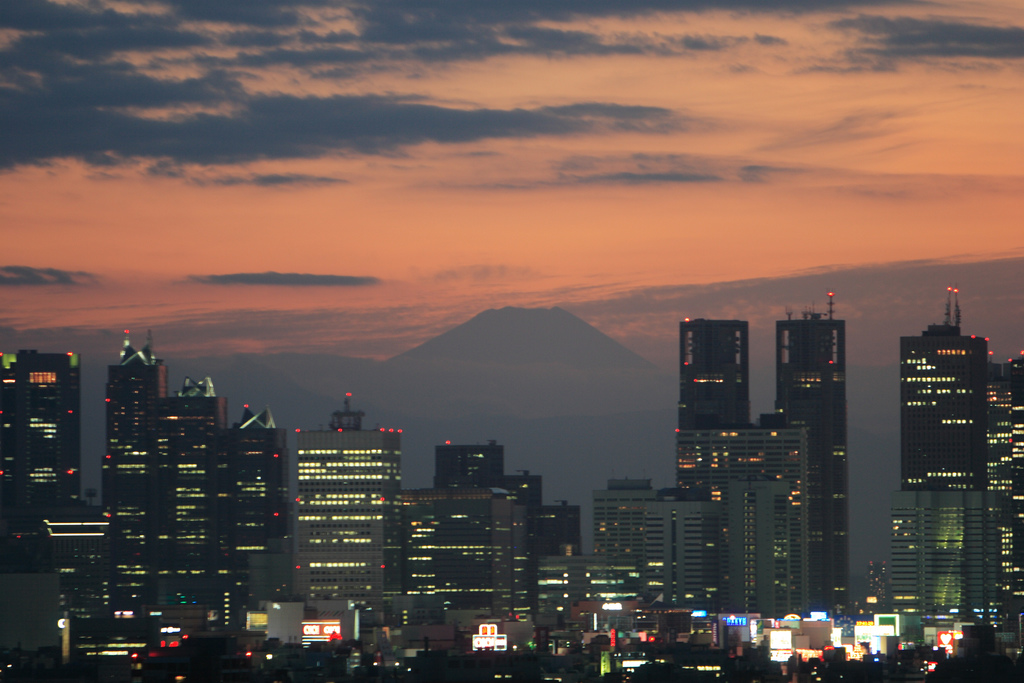
신주쿠의 노을
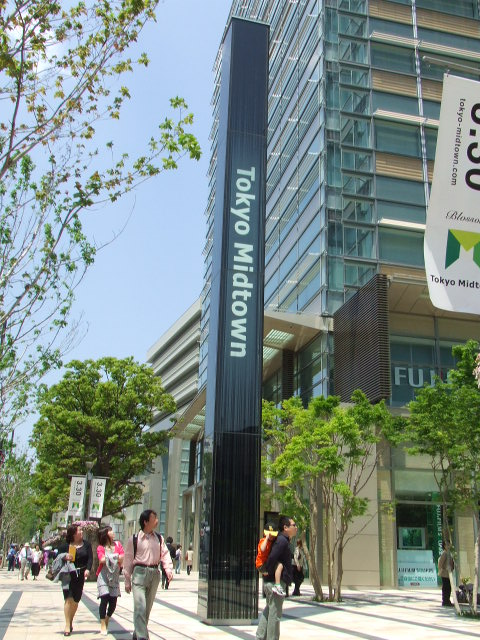
도쿄 미드타운
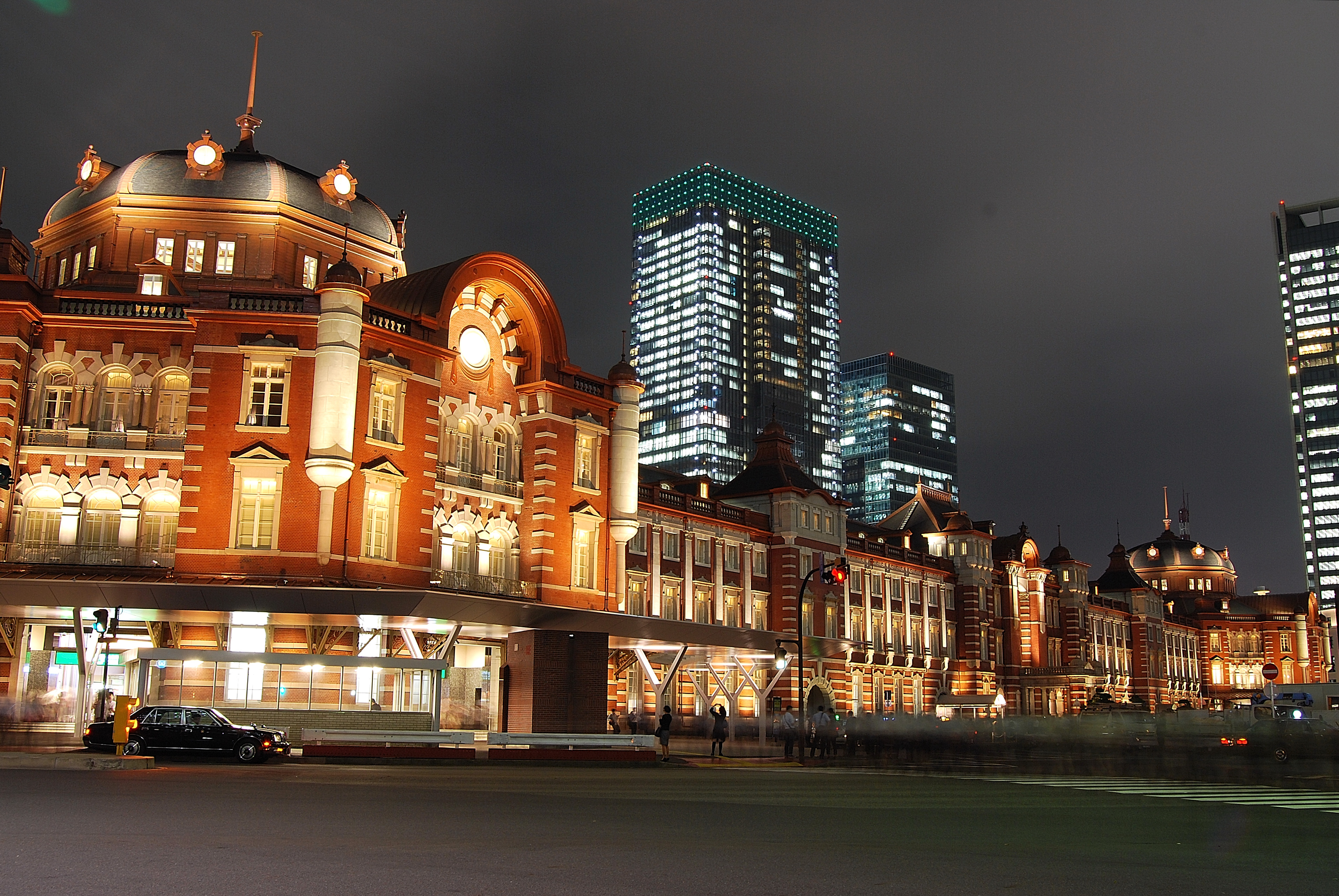
도쿄역
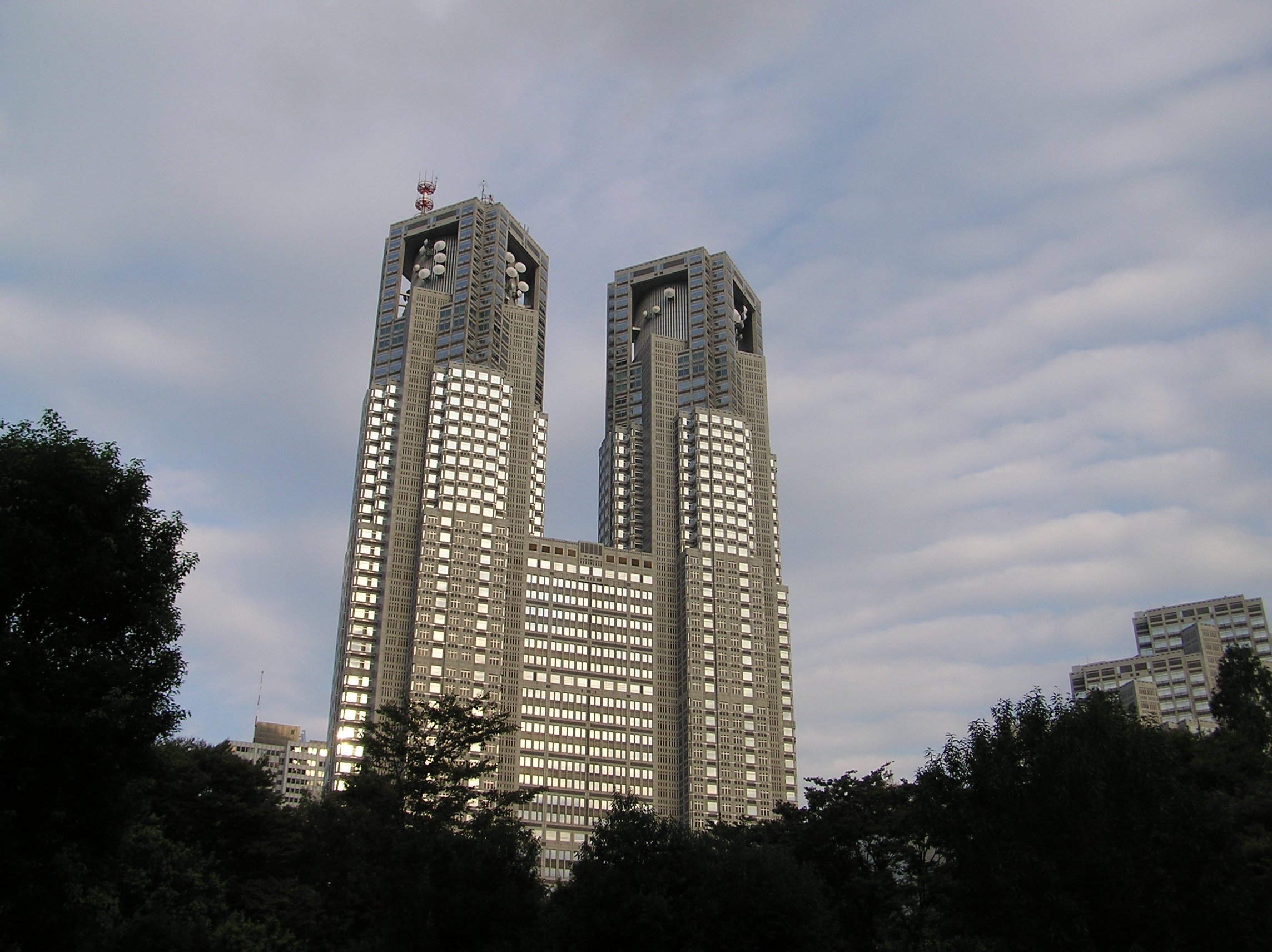
도쿄 도청 건물(신주쿠 소재)
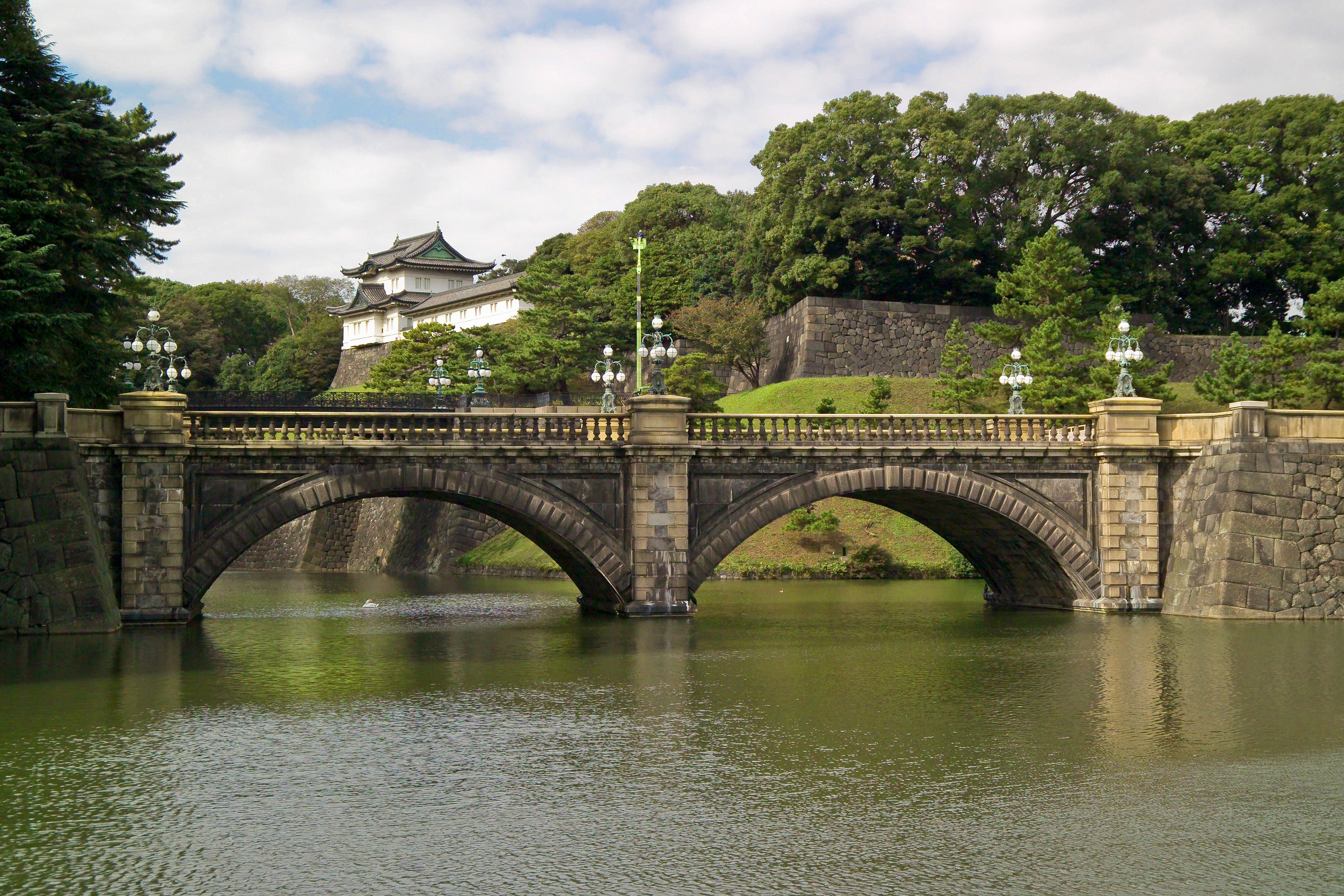
고쿄 ayo

## 도쿄와 다른 지역을 묶어서 말하는 명칭
게이요(京葉)
도쿄와 지바(千葉)를 묶어서 일컫는 명칭
게이힌(京浜)
도쿄와 가나가와의 요코하마(横浜)를 묶어서 일컫는 명칭
그 외 게이세이(도쿄와 나리타) 등도 있지만 게이한신(京阪神)은 긴키 지방의 교토시, 오사카시, 고베시를 일컫는 말이므로 여기에는 해당하지 않는다.

## 같이 보기
- 도쿄도
- 도쿄도 구부
- 에도
- 다마 지역
- 무사시국
- 오사카
- 교토
- 나고야
- 메이지 유신
- 고쿄
- 도쿄 마라톤
- 인구순 대도시권 목록